# Knolletjesgreppelmos
Knolletjesgreppelmos (Dicranella staphylina) is een soort uit het geslacht pluisjesmos (Dicranella).

## Determinatie
Knolletjesgreppelmos vormt ijle zoden of solitair groeiende planten. Wanneer de plant iets ouder wordt, wordt de stengel bruin. De bladeren zijn afstaand met een teruggebogen rand. De bladtop is priemvormig.

### Gelijkende taxa
Knolletjesgreppelmos kan veel lijken op kleigreppelmos (Dicranella varia). De laatstgenoemde soort houdt echter altijd een groene stengel en heeft vlakke bladeren met een smalle, driehoekige bladtop.

## Ecologie
Knolletjesgreppelmos komt voor op leem en klei. Ze wordt vaak aangetroffen in bermen, op akkers, greppelkanten en oevers.